# ジョーダン・ホール (バスケットボール)
ジョーダン・ダバンテ・ホール（Jordan Davante Hall、2002年1月14日 - ）は、アメリカ合衆国・ニュージャージー州ワイルドウッド出身のプロバスケットボール選手。ポジションはPG/SG。NBAGリーグのオースティン・スパーズに所属している。

## 経歴

### ハイスクール
ニュージャージー州ワイルドウッドで育ち、ペンシルベニア州スプリングフィールドのカーディナルオハラ高校に転校する前に、ニュージャージー州ケープ メイ コート ハウスのミドル タウンシップ高校でバスケットボールをプレーした。3年生に入ると、ペンシルベニア州フィラデルフィアのセント・ジョン・ノイマン・アンド・マリア・ゴレッティ・カトリック高校に転校した。シニアとして、ホールはチームをフィラデルフィア カトリック リーグのタイトルに導き、カトリック リーグの年間最優秀選手に選ばれた。クラス 3A 全州選抜ファースト チーム に選ばれた。ラ・サールとボウリング・グリーンからのオファーを受けが、セント・ジョセフ大学でカレッジ・バスケットボールをプレーすることを決めた。

### カレッジ
2021年2月20日、新入生のシーズン、セントジョセフの歴史の中で4回目のトリプルダブルである22ポイント、12リバウンド、10アシストを記録し、ラサール大学に対し延長戦で91-82で勝利した。新入生として、1 試合あたり平均 10.6 ポイント、5.9 リバウンド、5.7 アシストを記録し、アトランティック 10オールルーキー チームの栄誉を獲得した。すべてのNCAA ディビジョン Iの新入生の中で最高となるアシストを記録した。シーズン終了後、個人的な理由でプログラムを離れた。当初、大学の資格を維持しながら、テキサス A&Mに移籍し、 2021 年の NBA ドラフトを宣言することを決定した。しかし、6月30日、ドラフトから撤退し、テキサスA&Mに移籍する代わりにセントジョセフに戻ることを発表した。 2 年生として、ホールはゲームあたり平均 6.7 リバウンド、5.8 アシスト、および 1.2 スティールを記録しながら、ゲームあたり 14.1 ポイントでセント ジョセフの得点をリードした。2022 年 3 月 18 日、彼は2022 年の NBA ドラフトを宣言し、残りの大学の資格を放棄した。

### NBA

#### サンアントニオスパーズ (2022–現在)
2022 年 8 月 11 日、サンアントニオ スパーズと双方向契約を結んだ。
シーズン開幕後の10月24日、スパーズがチャールズ・バッシーと2ウェイ契約をする際に、解雇された。
2022年11月2日、サンアントニオ・スパーズと１年無保証契約を結んだ。

### オースティン・スパーズ
2022年12月1日、オースティン・スパーズと契約した。